# Thomas Frykberg
Thomas Hans Frykberg, född 10 mars 1962, är en svensk före detta fotbollsspelare (anfallare) som representerade Gais 1984–1986.
Frykberg inledde karriären i IF Warta, och värvades inför säsongen 1984 av Gais, som just hade gått upp i division II. Under sin första säsong i Gais spelade han 20 av 26 matcher och gjorde fyra mål, men därefter fick han mindre och mindre speltid och under sommaren 1986 lämnade han klubben och återvände till Warta. Sammanlagt spelade han 37 matcher (5 mål) för Gais under sina tre säsonger.
1991 gick han vidare till Bjurslätts IF i division III, som tränades av gamle Gais-försvararen Lallo Fernandez. Han var med om att spela upp klubben i division II 1992.